# Làpides cartagineses

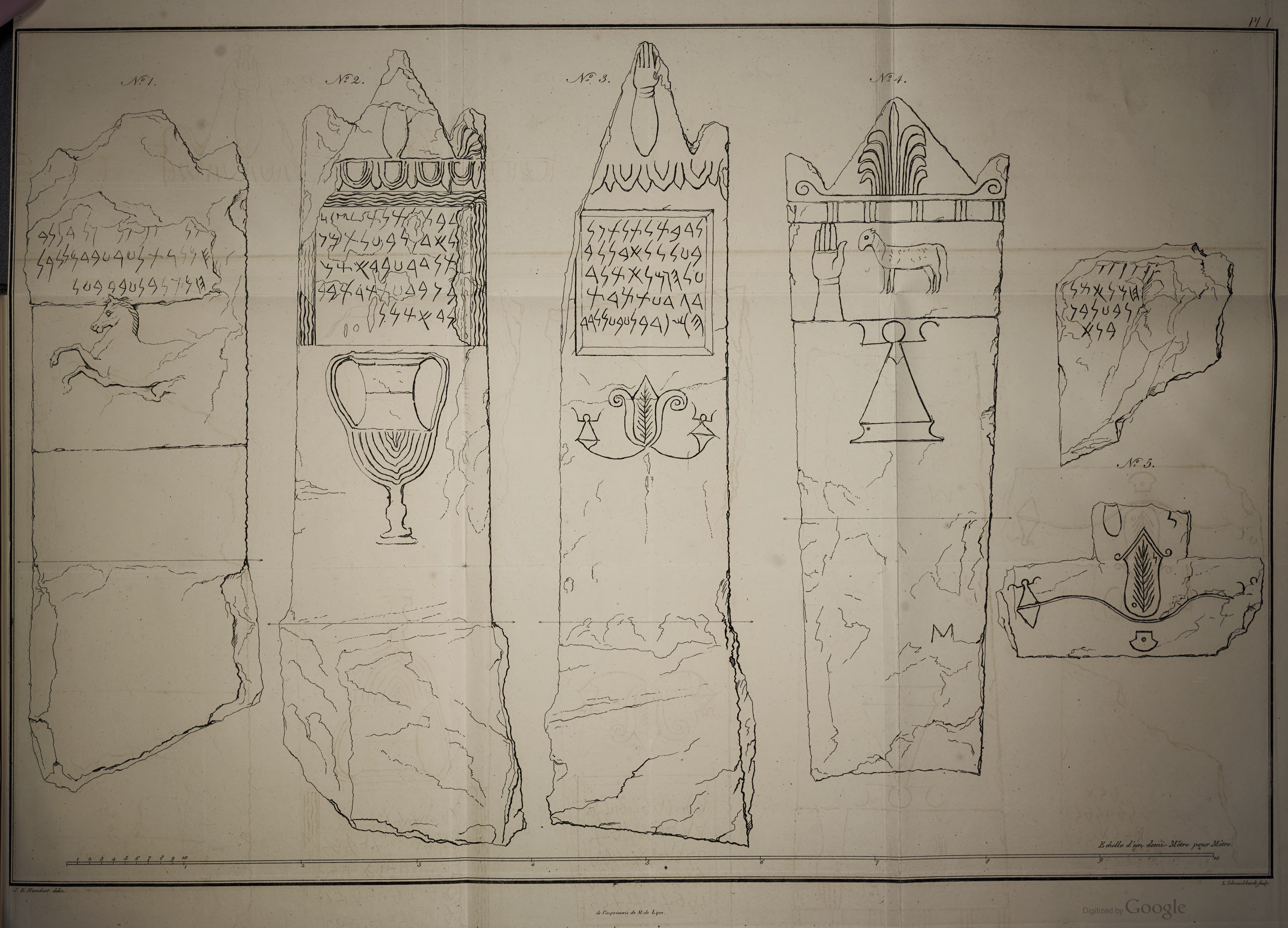
Primer esbós publicat d'objectes de Cartago. Dibuixat per Jean Emile Humbert en Notice sur quatre cippes sépulcraux et deux fragments, découverts en 1817, sur le sol de l'ancienne Carthage

Les làpides cartagineses són un conjunt de làpides que contenen inscripcions en llengua púnica, que es van trobar a Cartago durant els darrers 200 anys. Els primers descobriments, el va publicar Jean Emile Humbert el 1817, Hendrik Arent Hamaker el 1828 i Christian Tuxen Falbe el 1833.
Aquestes esteles es publicaren ensems per primera vegada en el Corpus Inscriptionum Semiticarum; la primera col·lecció, del 1976, per Jean Ferron, que identificà quatre tipus d'esteles funeràries:
- Tipus I: Estàtues (tipus I Α, Β o C segons es tracte d'una "quasi redona", un "semi relleu" o un "tipus herma")
- Tipus II: Baixos relleus (Tipus II 1, en què la figura destaca en un arc de cercle, i II 2, on sobreïx en un relleu aplanat)
- Tipus III: Monuments de fornícula o naiskos (tipus III 1, amb fornícula rectangular o trapezoïdal, i III 2, fornícula amb cim triangular)
- Tipus IV: Esteles gravades (molt rares).

Les esteles funeràries més antigues pertanyen al tipus III i datarien del segle v abans de la nostra era; adquiriren una gran difusió a la fi del IV ae. Posteriorment apareixen els baixos relleus i les estàtues.(3)

## Galeria

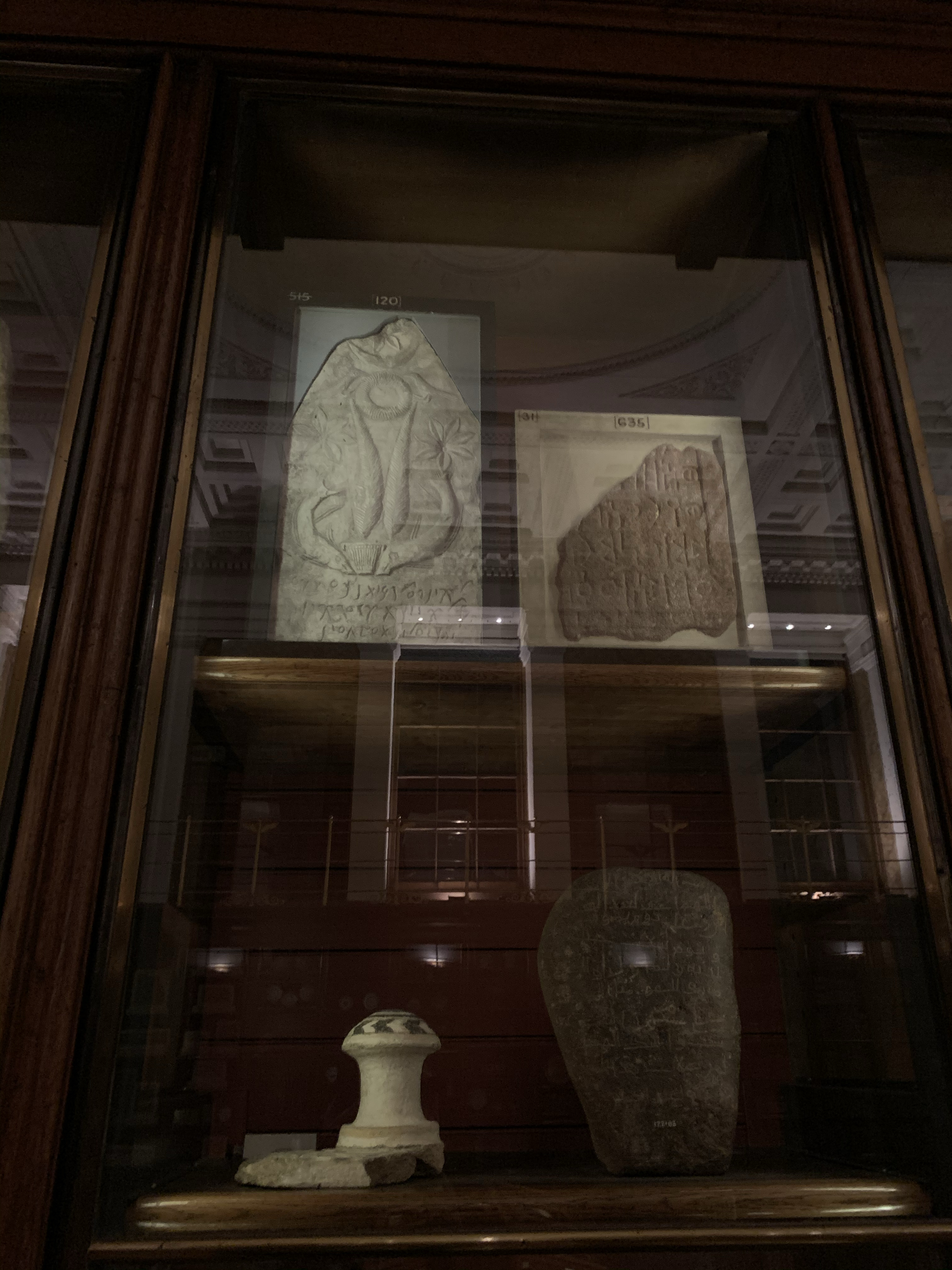
Làpida publicada el 1833 per Christian Tuxen Falbe, Museu Britànic
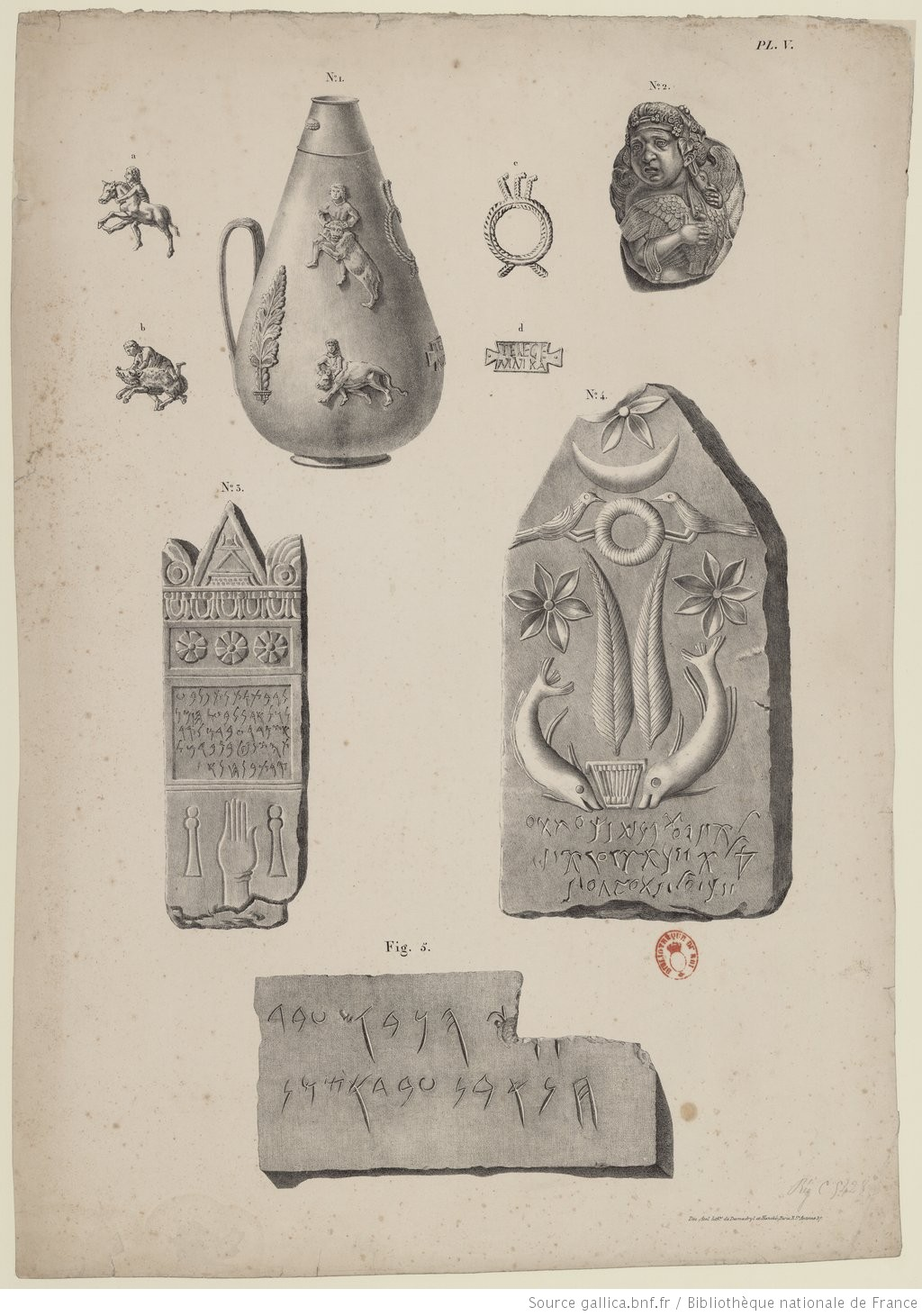
Troballes del 1833, Christian Tuxen Falbe en Recherches sur l'emplacement de Carthage
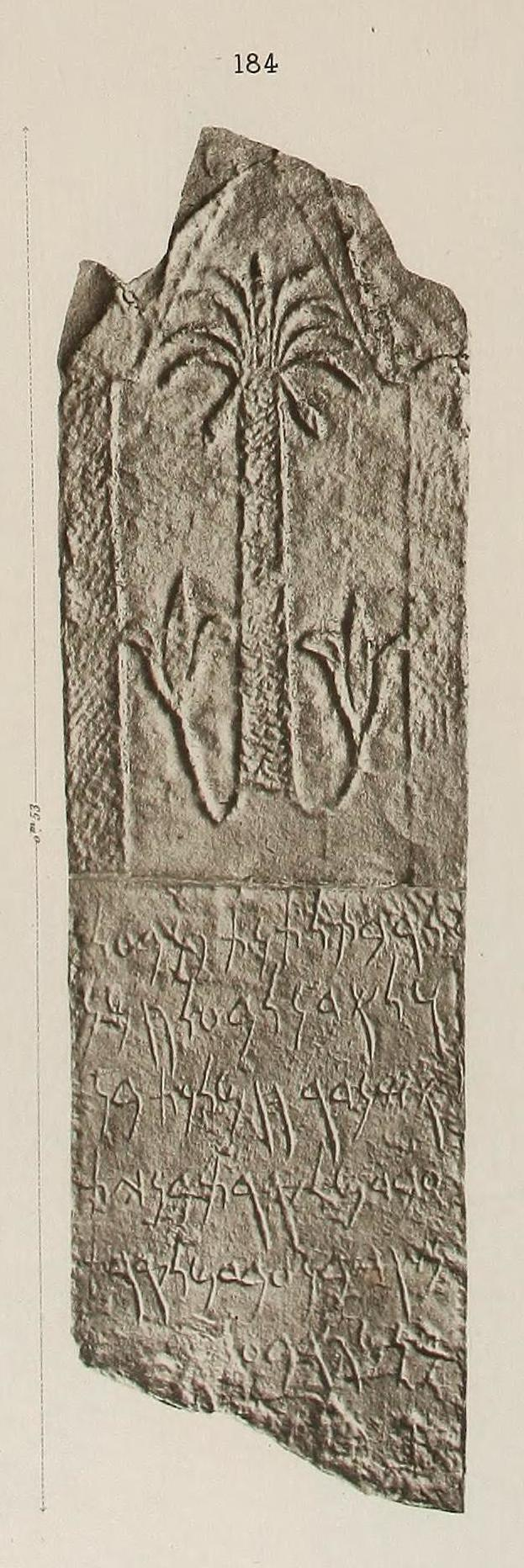
KAI 85 (CIS I 184), descoberta el 1831, descrita com "la mena d'inscripcions dedicades representades per milers de còpies i, per la naturalesa formulada del text, proporciona només material per a la recerca de noms"